# Paula García Ávila
Pour les articles homonymes, voir García.
Paula García Ávila est une joueuse espagnole de handball née le 24 mars 1992, évoluant au poste de pivot.

## Biographie
Elle rejoint l'Union Mios Biganos-Bègles Handball en 2014.

## Palmarès
- finaliste de la coupe de la Ligue en 2015 (avec Mios Biganos-Bègles)